# Fries paard

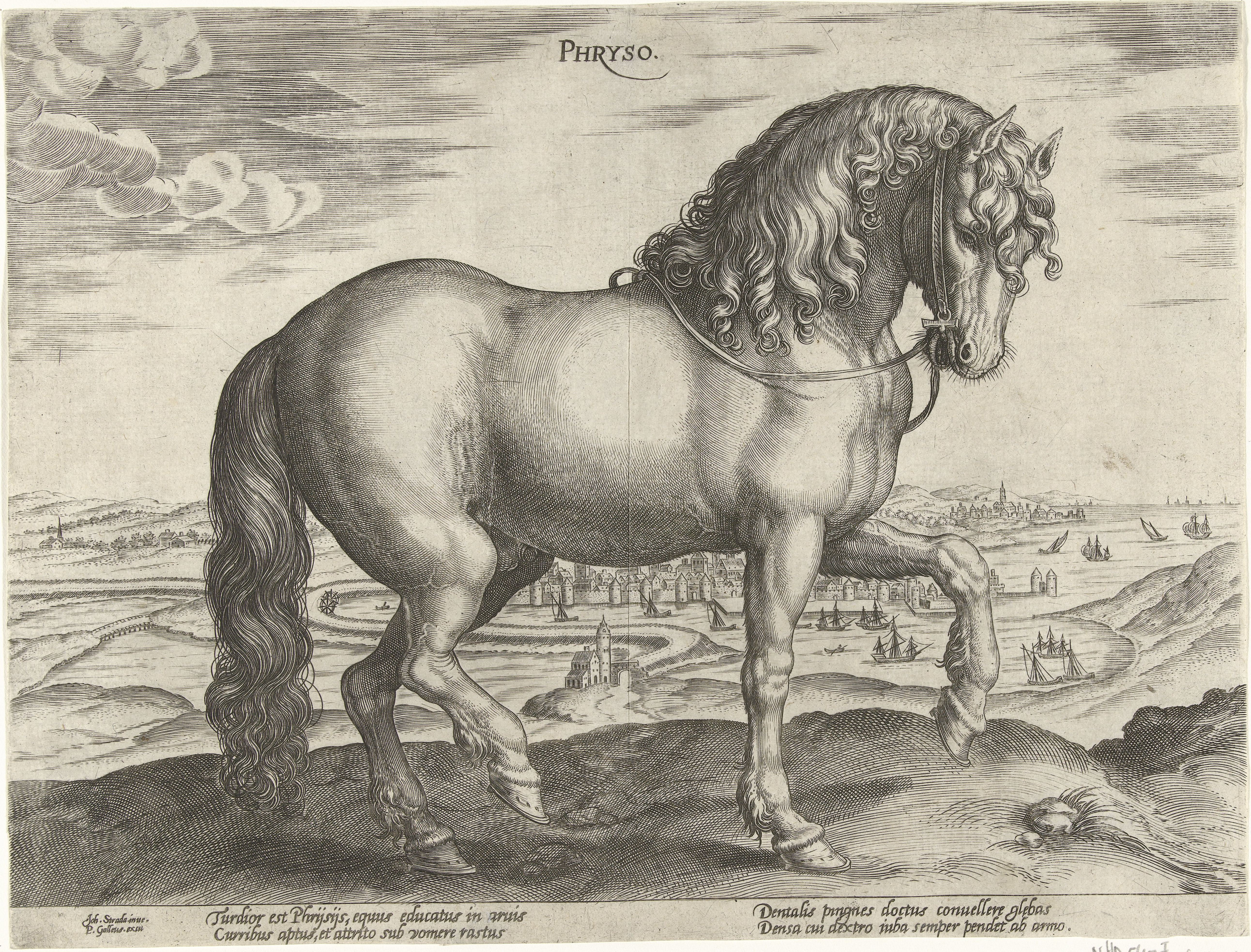
Fries barokpaard, ca. 1580

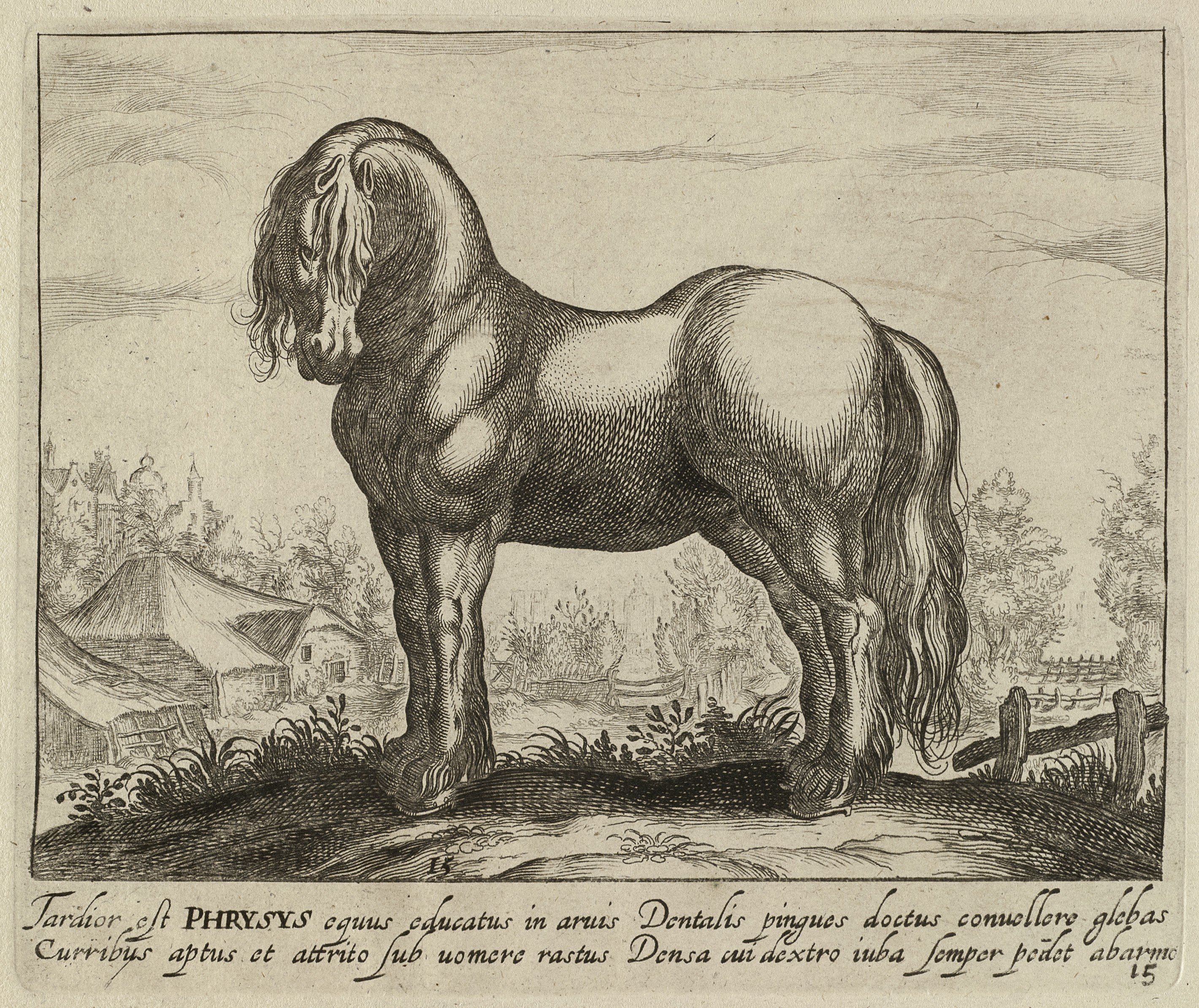
Fries paard, 17e eeuw

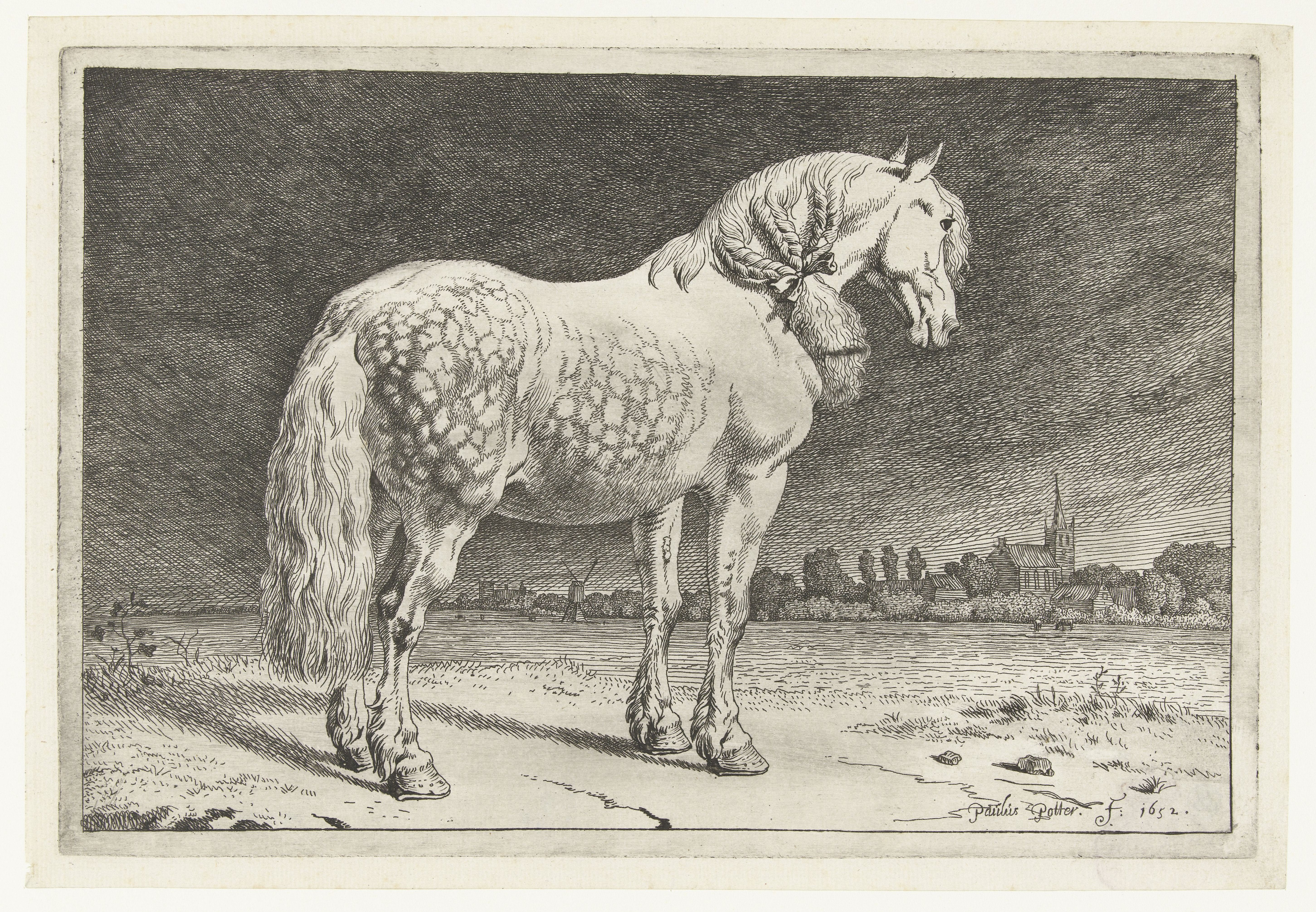
Fries paard, ets door Paulus Potter, 1652

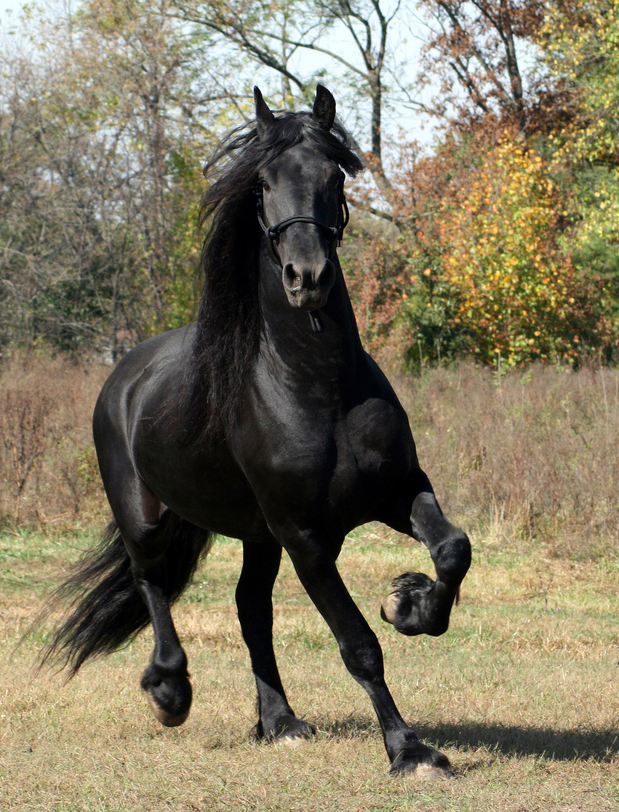
Friese hengst met veel knieactie

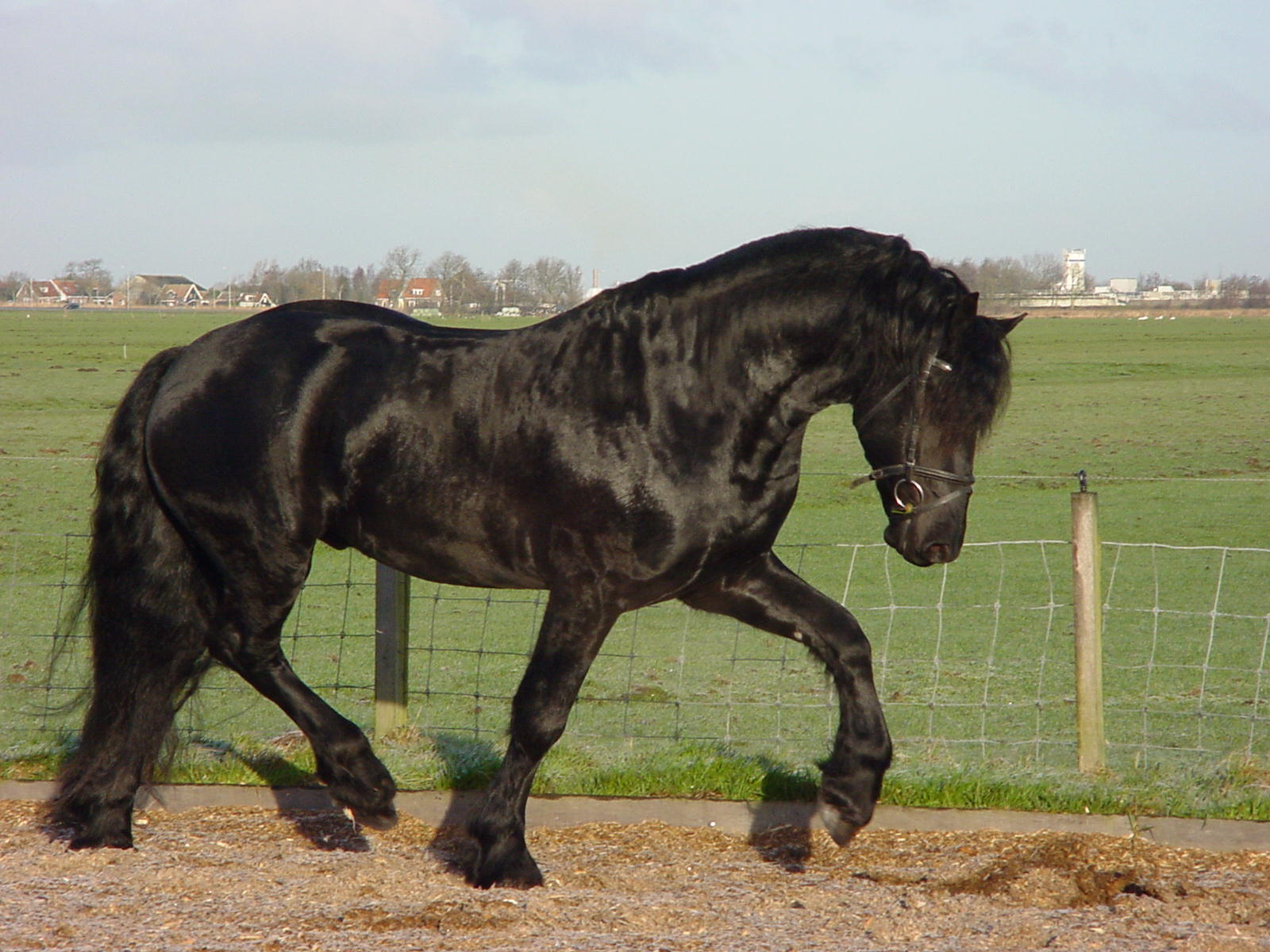
Friese hengst

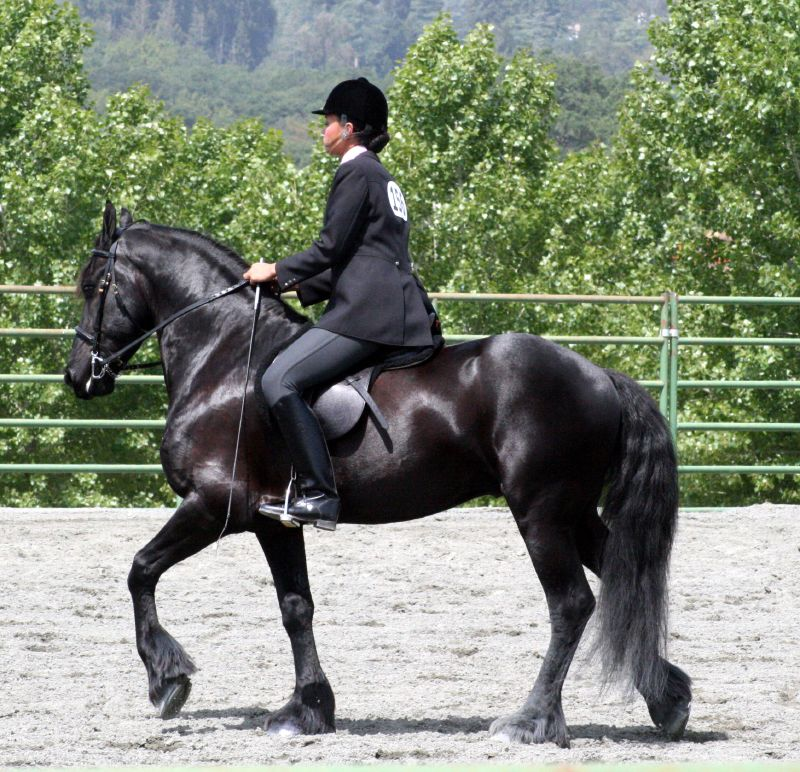
Fries paard als rijpaard

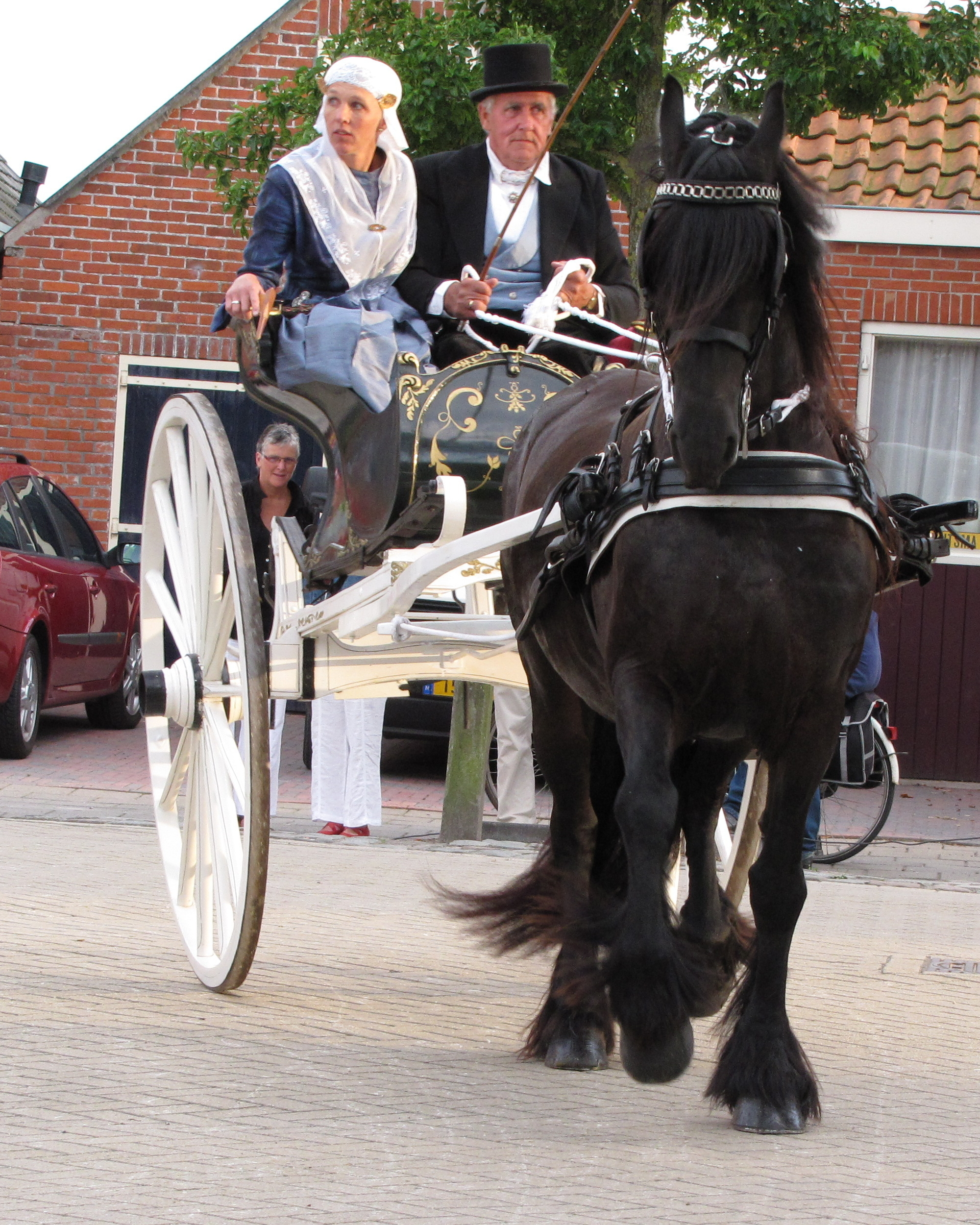
Fries paard voor de sjees tijdens het ringsteken

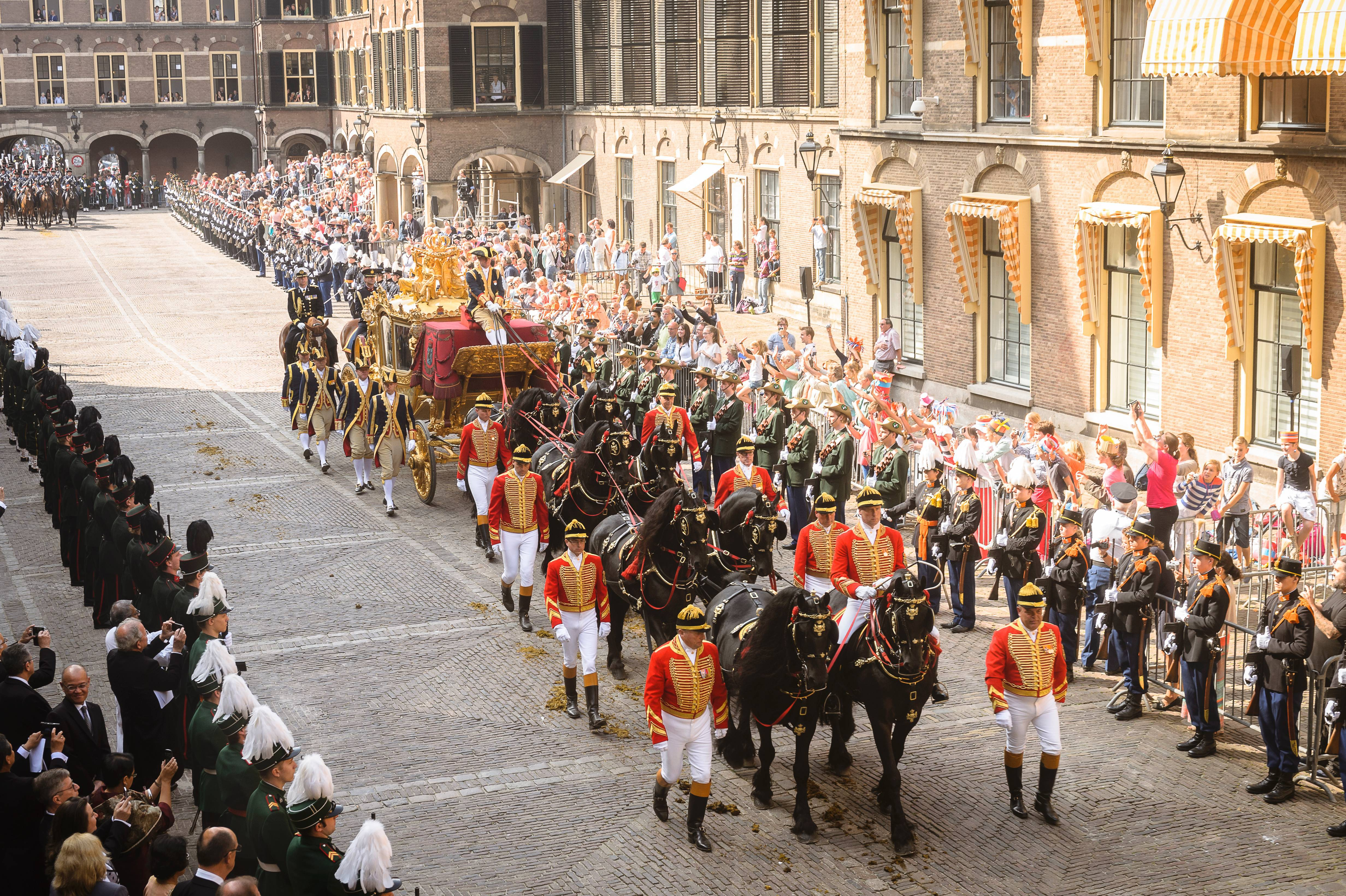
Gouden Koets op Prinsjesdag getrokken door Friezen

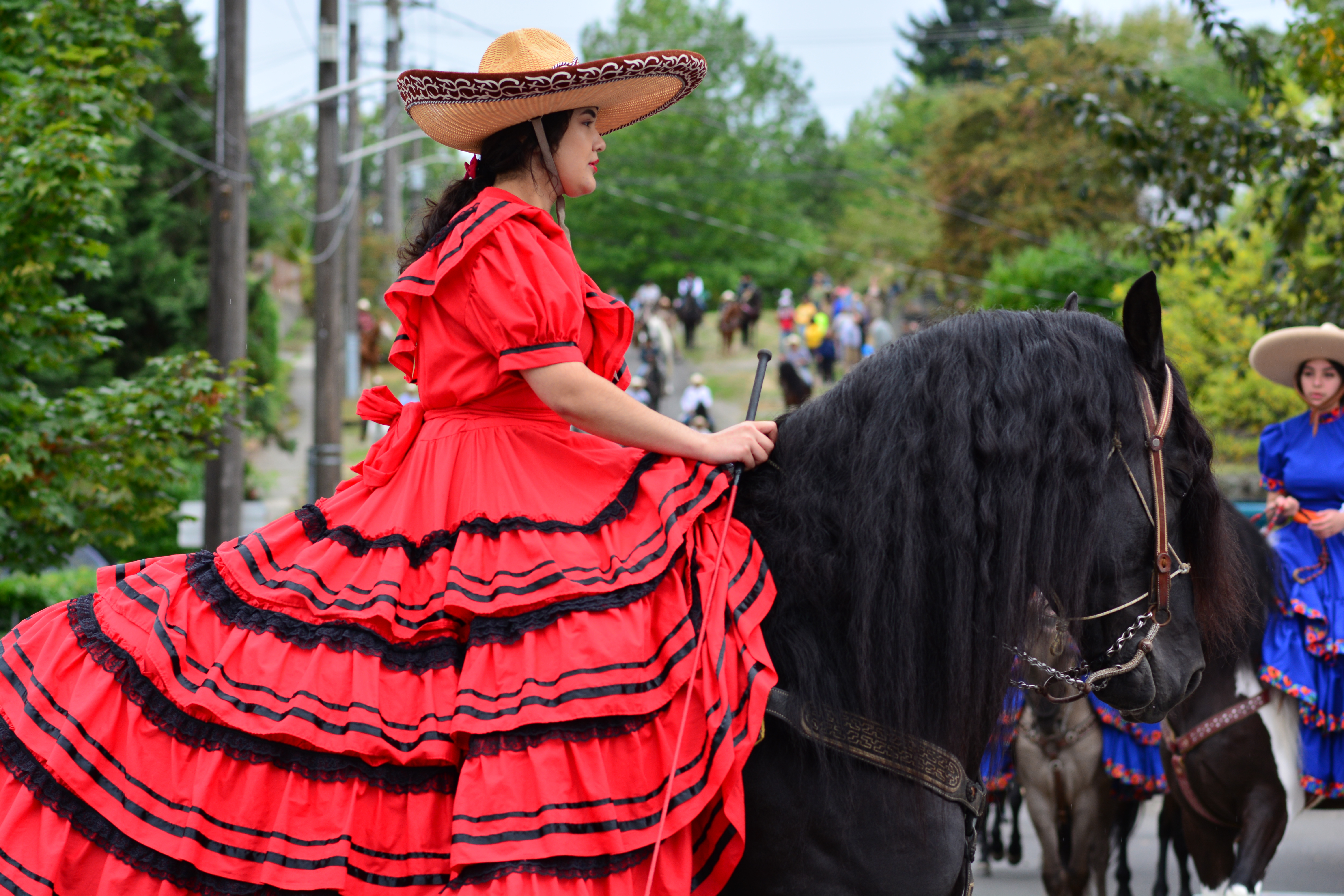
Fries paard in Seattle, 2019

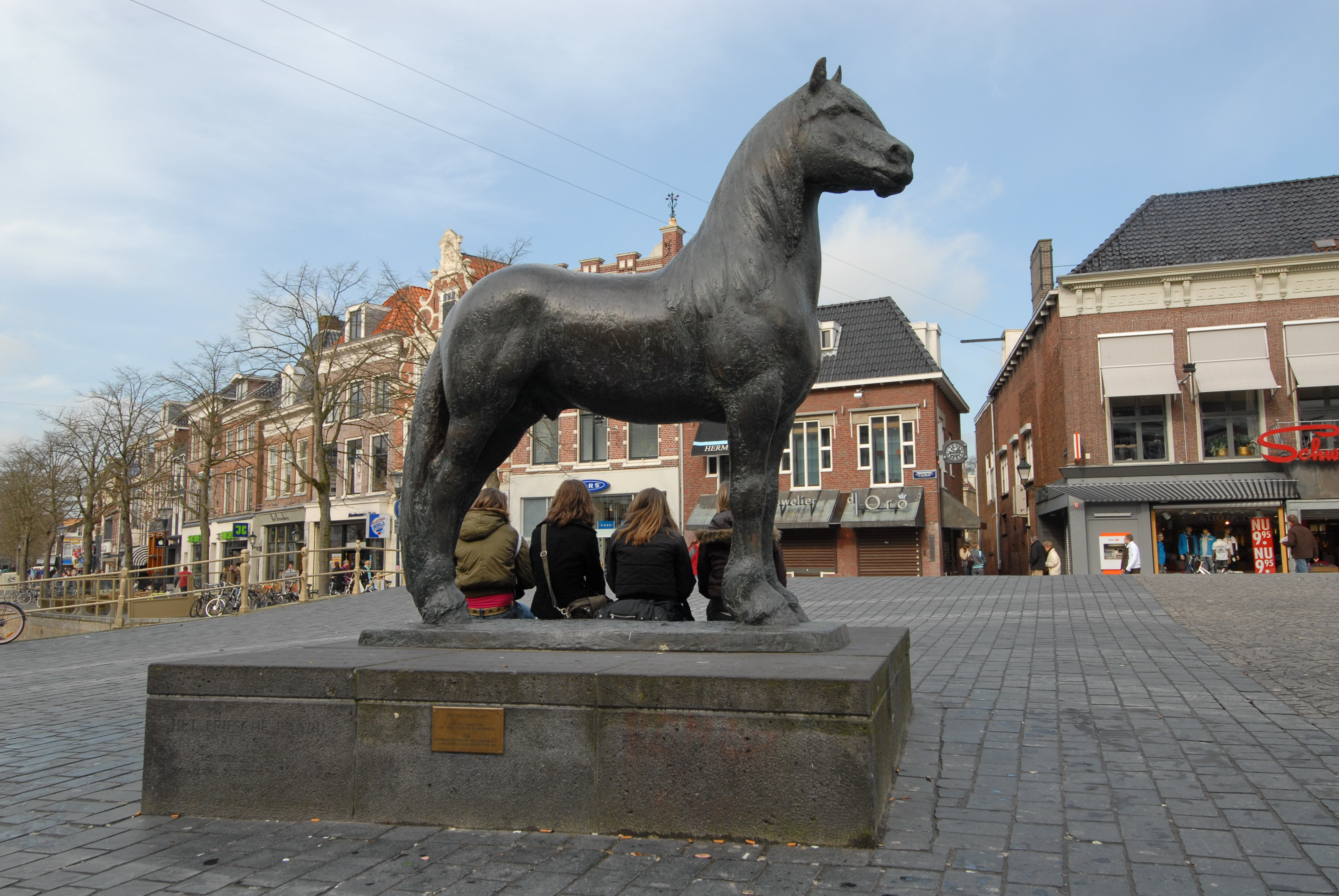
Het Friesche Paard, Leeuwarden

Het Friese paard, afgekort de "Fries", is het oudste inheemse paardenras van Nederland. Het ras wordt ook wel "de zwarte parel van Friesland" genoemd.
De paarden van dit warmbloedige paardenras worden officieel vastgelegd na keuring in een stamboek dat wordt bijgehouden door de Koninklijke Vereniging “Het Friesch Paarden-Stamboek” (KFPS). Dit is ontstaan als onderdeel van een fokprogramma, omdat het ras in de vorige eeuw bijna uitstierf.

## Geschiedenis
De Romeinse historicus Lucius Cassius Dio (155-229 n.Chr.) schrijft dat de Romeinen onder Julius Caesar in hun expeditie tegen de Britten (anderhalve eeuw eerder) paarden uit Hispania, Pannonië, Thracië en Frisia meenamen. Onduidelijk is echter hoe deze paarden eruitzagen. Bovendien werd Frisia in Dio's tijd gebruikt voor een groot gebied tussen de benedenloop van de Rijn en de Wezer, een gebied dat aanzienlijk groter is dan het huidige Friesland. Dezelfde bedenkingen gelden voor de Romeinse schrijver Vegetius, die rond de 4e eeuw een korte passage schreef over het fokken van paarden bij de Hunnen, Thuringers en Frigiscos, waarin sommige historici de Frisiavones of Frisii zien.
Hoewel Friese paarden al in antieke en middeleeuwse bronnen worden genoemd, zijn er volgens recent onderzoek geen duidelijke bewijzen dat het moderne Friese paard direct van deze oudere rassen afstamt. Archeologisch onderzoek laat zien dat de middeleeuwse Friese boerenpaarden veel kleiner waren dan de paarden van het huidige Friese ras.
In de literatuur wordt wel verondersteld dat de moderne Fries (alsook het Brabants trekpaard) en de paarden die de Romeinen vanuit de Lage Landen naar Groot-Brittannië verscheepten een gemeenschappelijke voorouder hebben gehad. Daarbij wordt gewezen op de overeenkomsten tussen de uit de Romeinse handel ontstane fellpony en de Fries.
In de middeleeuwen werden Friese paarden vooral als werk- en krijgspaard gebruikt. Het Friese paard wordt in de 13e eeuw genoemd in een kloosterakte van het bisdom Münster, waartoe delen van het huidige Friesland destijds behoorden. Het krachtige Friese ridderpaard (destrier Frison) vormt een topos in de Franse ridderromans. Het Middelengelse lied The Awntyrs off Arthur (ca. 1400) maakt daarentegen grapjes over boerenpummels op inferieure Friese paarden ("a freke on a frison").
Gedurende de Tachtigjarige Oorlog leverden kruisingen met warmbloedige Spaanse paarden, voornamelijk andalusiërs, het huidige type Fries op, dat ook wel wordt gekenschestst als 'barokpaard'.
In Equile Ioannis Austriaci Caroli (1580), een prentenboek over de paardenrassen uit Koninklijke stallen van Don Juan van Oostenrijk verscheen een gravure van de 'Phryso' .

## Kenmerken

### Uiterlijk
Het Friese paard is een sierlijk ogend paard met veel behang en een fiere houding. Het lichaam is compact en sterk.
ManenDe manen zijn lang, vol en golvend, evenals de staart.
HoofdDe Fries heeft een fijn hoofd met korte, spitse en beweeglijke oren.
HalsHoge halsaanzet, lang, licht gebogen en zeer gespierd.
SchoudersDe schouders zijn krachtig ontwikkeld.
BenenTamelijk kort, maar stevig, lang behaard en met een vetlok.
KleurEen Fries is vrijwel altijd geheel zwart; zonder aftekeningen. Aftekeningen zijn dan ook verboden, hoewel een klein kolletje door de vingers wordt gezien. Een enkele keer komt er een zeer zeldzame bruine en nog zeldzamere schimmel variant voor. Deze kleuren worden echter niet geaccepteerd in het stamboek.
SchofthoogteTussen 1,55 m (voor opname in het stamboek) en 1,70 m. Op driejarige leeftijd wordt 1,60 m als ideaal beschouwd.

### Karakter
De Fries is vriendelijk en levendig, mak, intelligent, leergierig en trouw, en is een gewillige werker. Ook heeft het Friese paard een koel hoofd en is daardoor geschikt voor recreatief rijden en buitenritten. Het ras is ook geschikt voor dressuur vanwege de hoge knieactie en zijn betrouwbare gedrag. Incidenteel wordt het ook als springpaard gebruikt.

## Fokken en keuring

### Geschiedenis
In de negentiende eeuw werd de drafsport populair en fokkers probeerden de al hoog grijpende draf te verbeteren door te kruisen met dravers. Daardoor werd de Fries nog lichter van bouw en minder geschikt voor het boerenwerk. Dat zorgde voor een daling in de populariteit van de Friezen, omdat andere zwaardere rassen, de zogenaamde Bovenlandse paarden, beter konden worden ingezet voor het landwerk. Daardoor werd het Friese paardenras met uitsterven bedreigd. In 1913 waren nog slechts drie oudere stamboekhengsten voor de fokkerij beschikbaar. Een aantal liefhebbers van het paardenras heeft dit voorkomen door in 1879 het Friesch Paarden-Stamboek op te stellen, waar het ras officieel wordt vastgelegd in een stamboek als onderdeel van een fokprogramma. Dit is het oudste paardenstamboek van Nederland.
In de jaren '60 volgde opnieuw een crisis in de fokkerij van het Friese paard. In 1965 stonden nog slechts 500 Friese merries ingeschreven in de registers van het stamboek, omdat het boerenwerk nu machinaal kon worden uitgevoerd en de "paardenkracht" geleverd door de Fries overbodig werd. Opnieuw hebben liefhebbers van de Fries zich ingezet om dit lot te voorkomen. Er is door de landelijke rijvereniging 'De Oorsprong' in 1967 een promotie-kruistocht gedaan met de paarden door Friesland, zodat het paardenras onder de aandacht kwam van de groep mensen die niet van huis uit paarden hadden. Hierdoor is het Friese paard populair geworden als recreatie- en dressuurpaard.
Dankzij de inzet van een klein aantal fokkers die het Friese paard wilden behouden is er niet gekruist met andere paardenrassen en beschikken we nu nog over een Fries paard. In 2003 waren er zelfs alweer veertigduizend Friese paarden. Het ras heeft wereldwijd bekendheid en populariteit verworven bij paardenliefhebbers. 
Het ras wordt vandaag de dag nog steeds officieel vastgelegd door de Koninklijke Vereniging “Het Friesch Paarden-Stamboek” (KFPS), ook internationaal, als onderdeel van het fokprogramma. Anno 2016 zijn meer dan 70.000 paarden geregistreerd bij het KFPS verspreidt over meer dan 70 landen.

### Keuring
Het vastleggen van een paard als Fries paard gebeurt door middel van een officiële keuring door de organisatie van de KFPS, ook in het buitenland gebeurd dit door KFPS-erkende keurders. Een bekend voorbeeld van deze keuring is de jaarlijkse Hengstenkeuring, een evenement opgezet door de Royal Friesian Club. Hierbij worden jonge hengsten gekeurd, maar daarnaast bestaat dit meerdaagse evenement uit meer onderdelen als showen, verkiezingen, educatie en clinics. Dit alles om het Friese paardenras te promoten en zo zijn bestaan te behouden.

### Arabo-Friezen
Tegenwoordig is het Europese Arabo-Friezen Stamboek (EAFS) bezig een klein deel Arabische volbloed in het Friese paard terug te fokken, om ze meer geschikt te maken voor de sport. Dit is een relatief nieuwe fokkerij die in 2006 werd erkend door het ministerie van landbouw. De Arabo-Friese paarden worden niet opgenomen in het KFPS, maar hebben een apart stamboek, het EAFS.

## Gebruik

### Mennen
Bekend zijn de Friezen vooral van de shownummerrubrieken, waarin ze voor de Friese sjees lopen en gereden worden door boeren en boerinnen in Friese klederdracht. Ringrijden gebeurt in West-Friesland vanuit een Friese sjees. Het paard is namelijk oorspronkelijk gefokt als werkpaard dat doordeweeks gewoon moest ploegen en op zondag voor de koets gespannen werd als de familie naar de kerk ging. 
De helft van de paarden in de Koninklijke Stallen zijn Fries, dus op Prinsjesdag wordt de Gouden Koets vaak getrokken door Friese paarden.

### Paardensport
Ook onder het zadel presteert de Fries goed. 

#### Springen
Het Friese paard is niet geschikt voor de springsport. De galop van de Fries wordt hoog gesprongen en 'zit' zeer aangenaam. Om over wat hogere hindernissen te kunnen komen moet een paard 'basculeren': de schoft wordt het hoogste punt van de bovenlijn, die min of meer vlak wordt. Dat is tegengesteld aan de 'opgerichte' houding waarvoor het dier gefokt is.

#### Dressuur Grand Prix
De Belgische dressuurruiter Peter Spahn reed samen met de hengst Adel 357 mee in de internationale Grand Prix. Ook de dekhengst Goffert en zijn amazone namen deel aan een Grand Prix (in Amerika). De hengst Adel ging na de hengstenkeuring in januari 2009 met pensioen. Peter Spahn reed ook internationaal Grand Prix met de Adel-zoon Anders 451. Een andere Adel-zoon drong in 2010 door tot de Grand Prix (Hearke met Kristel van Duuren-Bodewes). Ook de paarden Tietse en Ielke zijn startgerechtigd voor de Grand Prix. Verder startte de Nederlandse dressuuramazone Melanie Mouthaan met haar Friese hengst Wilke C van de Wijdewormer "Wilke" op Grand Prix-niveau. In 2020 werd het Friese paard officieel erkend als sportpaard door de World Breeding Federation of Sport Horses (WBFSH), nadat reeds 45 Friezen deelnamen aan de Grand Prix.

### Amusement
De Fries heeft duidelijk aanleg voor dressuur, maar hij wordt ook veel gebruikt als hogeschoolpaard in bijvoorbeeld het circus. Het Friese paard was er ook bij tijdens de inhuldiging van schaatskampioenen. Als de schaatsers in ijsstadion Thialf in Heerenveen een schaatswedstrijd hadden gewonnen werden ze rondgereden in een arrenslee met Friese paarden ervoor.
Het ras wordt ook gebruikt in de Amerikaanse filmindustrie. Bij gebruik in historische verfilmingen is dit meestal historistisch niet accuraat, aangezien het ras in zijn huidige verschijningsvorm niet ouder is dan vierhonderd tot zeshonderd jaar. Het Friese paard is te zien in onder meer Ladyhawke, Eragon, The Mask of Zorro, Alexander en The Chronicles of Narnia, en ook in Clash of the Titans, waarin twee Friese paarden beurtelings het gevleugelde paard Pegasus spelen.

## Het Friese paard in de kunst
- In Leeuwarden staat sinds 1981 een beeldhouwwerk van Auke Hettema van een Fries paard, It Fryske Hynder.